# Maurice Nibelle
Maurice Nibelle est un homme politique français né le 13 février 1860 à Rouen (Seine-Inférieure) où il est mort le 22 mars 1933.

## Biographie
Maurice Nibelle fait ses études au lycée Corneille puis une licence de droit à Paris. Avocat agréé auprès du tribunal de commerce de Rouen pendant dix ans, il est ensuite pendant quelques années suppléant au juge de paix du 6e canton de Rouen. Conseiller d'arrondissement en 1909 puis conseiller général de 1910 à 1928, il est député de Seine-Maritime de 1914 à 1924, siégeant sur les bancs radicaux.
Il est membre de la Société normande de géographie et de la Commission départementale des Antiquités de la Seine-Maritime.
Il a donné son nom à une école, avenue de la Porte-des-Champs à Rouen.

## Sources
- « Maurice Nibelle », dans le Dictionnaire des parlementaires français (1889-1940), sous la direction de Jean Jolly, PUF, 1960 [détail de l’édition]
- « M. Maurice Nibelle ancien député de Rouen », Le Journal de Rouen, no 83,‎ 24 mars 1933, p. 3.